# Классический университет (топос)
Несколько десятков государственных университетов России называют себя классическими и для подтверждения этого статуса в 2001 году создали ассоциацию классических университетов. В 2024 году в ассоциацию входило 49 вузов.
По словам председателя этой организации, ректора МГУ Виктора Садовничего, классические университеты обладают четырьмя ключевыми характеристиками: 1) производство знаний, 2) их накопление и хранение; 3) передача; 4) распространение знаний среди общества. По мнению экспертов Института гуманитарных историко-теоретических исследований, под такое широкое определение может подпасть практически любое высшее учебное заведение.
Таким образом в России, в некотором (узком) смысле термина, классический университет — это университет, являющийся участником Ассоциации классических университетов России.